# Жилин, Борис Иванович
Бори́с Ива́нович Жи́лин (1 января 1921 года — 7 ноября 1993 года) — советский врач и писатель.

## Биография
Родился в городе Астрахани.
Окончил с отличием Астраханский медицинский институт.
- Первый рассказ Бориса Жилина был написан в 1950 году и назывался «Мужество»: источником послужил случай, когда в больницу привезли обмороженного молодого чабана, сохранившего в пургу колхозное стадо. Рассказ был опубликован в том же году в сборнике «Каспийские зори» при поддержке астраханского писателя Черненко.
- В 1954 году вышла книга прозаика «Близкое и родное» с подзаголовком «Записки сельского врача».
- В 1960 году была написана вторая книга Жилина – повесть «Чёрные флажки»;
  - после её публикации в марте 1962 года, Борис Иванович Жилин был принят в члены Союза писателей СССР.
- Затем были: роман «Шутиха», повесть «Тревога» (1967 г.) и роман «Настежь дверь».
  - Последняя вышла в 1976 году в издательстве «Современник».
  - В 1981 году роман был переиздан в Волгограде под названием «Люди без колокольчиков».
- В 1993 году был закончен его последний роман «Цепь», но Бориса Ивановича не стало, и роман не был опубликован.

Скончался 7 ноября 1993 года. Похоронен Б.И. Жилин на кладбище села Енотаевка.

## Произведения
Борис Иванович Жилин – автор повестей:
- «Чёрные флажки»[1],
- «Близкое и родное»,
- «Язва»,
- «Тревога»,

романов:
- «Шутиха»,
- «Настежь дверь» («Люди без колокольчиков»),
- «Баррикады»

и пьес:
- «Степная история»,
- «Частный случай»,
- «Шипули»,
- «Своя звезда»,
- «Талисман».

В Астраханском драмтеатре (и других театрах России) шли спектакли, поставленные по его пьесам.

## Критика
Поэт Луконин так отзывался о романе «Шутиха»:
Я прочел «Шутиху» с большим интересом, подогретым чувством землячества; картины природы, быта, описания Волги перехватывали дыхание. Роман усилил мое тяготение в Енотаевку до предела. Общее ощущение от романа хорошее, действуют живые характеры на живой земле.
А. Бирюкова о романе «Люди без колокольчиков»:
«Язык в книге наш, настоящий русский. Много юмора, присущего вам в жизни, пословицы, поговорки характерны для персонажей и отвечают характерам. В общем, замечательную книгу вы написали. Об этом я написала заместителю председателя Госкомиздата РСФСР Тамаре Алексеевне Куценко. Выразила свое мнение о вашем романе и сожаление о том, что книга издана очень малым тиражом. Думаю, что я вызвала у нее любопытство, она прочтет и порекомендует в "Роман-газету».

## Награды
Борис Иванович Жилин был награждён медалями:
- к столетию со дня рождения В.И.Ленина,
- за доблестный труд в Великой Отечественной войне,
- за трудовую доблесть.

Ему было присвоено звание «Почётный житель района».
Одна из улиц Енотаевского района Астраханской области носит его имя, а на стене дома, где он жил, установлена мемориальная доска.